# ریسمان نقره‌ای (فیلم)
ریسمان نقره‌ای (انگلیسی: The Silver Cord) فیلمی در ژانر رمانتیک به کارگردانی جان کرامول است که در سال ۱۹۳۳ منتشر شد. از بازیگران آن می‌توان به آیرین دان، جوئل مک‌کری، لورا هوپ کروس، فرنسیس دی و اریک لیندن اشاره کرد.